# Manulea psilostoma
Manulea psilostoma är en flenörtsväxtart som beskrevs av O.M. Hilliard. Manulea psilostoma ingår i släktet Manulea och familjen flenörtsväxter. Inga underarter finns listade i Catalogue of Life.